# فرودگاه شیملا
فرودگاه شیملا (به انگلیسی: Shimla Airport) (به زبان بومی: शिमला हवाई अड्डा) یک فرودگاه همگانی با کد یاتا SLV است که یک باند فرود آسفالت دارد و طول باند آن ۱۲۳۰ متر است. این فرودگاه در شهر شیملا کشور هند قرار دارد و در ارتفاع ۱۵۴۶ متری از سطح دریا واقع شده است.